# Morris megye (Texas)
Morris megye az Amerikai Egyesült Államokban, azon belül Texas államban található. Megyeszékhelye és legnagyobb városa Daingerfield. Lakosainak száma 11 973 fő (2020. április 1.). Morris megye Bowie, Marion, Cass, Upshur, Red River, Camp és Titus megyékkel határos.

## Népesség
A megye népességének változása:
| Lakosok száma | 12 919 | 12 837 | 12 801 | 12 834 | 12 516 | 11 973 |
|               | 2010   | 2011   | 2012   | 2013   | 2015   | 2020   |